# Charron (Charente-Maritime)
Charron ist eine französische Gemeinde mit 2.014 Einwohnern (Stand: 1. Januar 2022), die im Département Charente-Maritime und in der Region Nouvelle-Aquitaine liegt. Sie gehört zum Arrondissement La Rochelle und zum Kanton Marans. Die Einwohner werden Charronais genannt.

## Geografie
Charron liegt etwa 16 Kilometer nordnordöstlich von La Rochelle in den Marais Poitevin und gehört zum Regionalen Naturpark Marais Poitevin. Hier münden die Sèvre Niortaise und der Canal du Curé in die Bucht von Aiguillon. Umgeben wird Charron von den Nachbargemeinden Puyravault im Norden und Nordwesten, Sainte-Radégonde-des-Noyers im Norden, Marans im Osten, Andilly im Südosten, Villedoux im Süden und Esnandes im Südwesten.

## Bevölkerungsentwicklung
| 1962                      | 1968 | 1975 | 1982 | 1990 | 1999 | 2006 | 2012 | 2019 |
| ------------------------- | ---- | ---- | ---- | ---- | ---- | ---- | ---- | ---- |
| 1.307                     | 1337 | 1444 | 1538 | 1512 | 1650 | 2140 | 1896 | 2001 |
| Quelle: Cassini und INSEE |      |      |      |      |      |      |      |      |

## Sehenswürdigkeiten
Siehe auch: Liste der Monuments historiques in Charron (Charente-Maritime)
- Zisterzienserkloster Charron, 1191 begründet, 1791 geschlossen
- Kirche Saint-Nicolas, gotischer Turm aus dem 15. Jahrhundert, weitere Bauten aus dem 15., 16. und 19. Jahrhundert
- Burg Charron
- Hafenanlagen

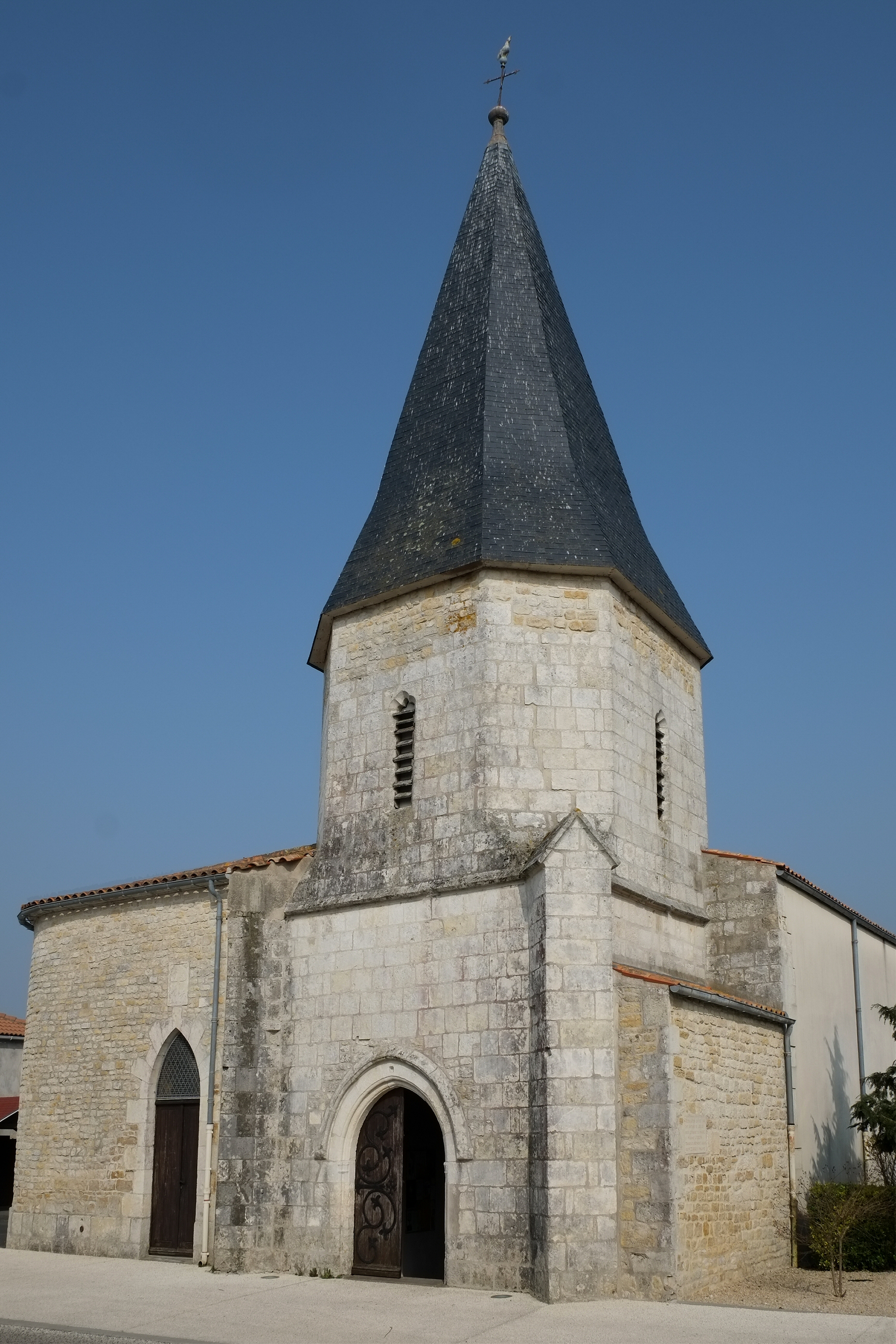
Kirche Saint-Nicolas
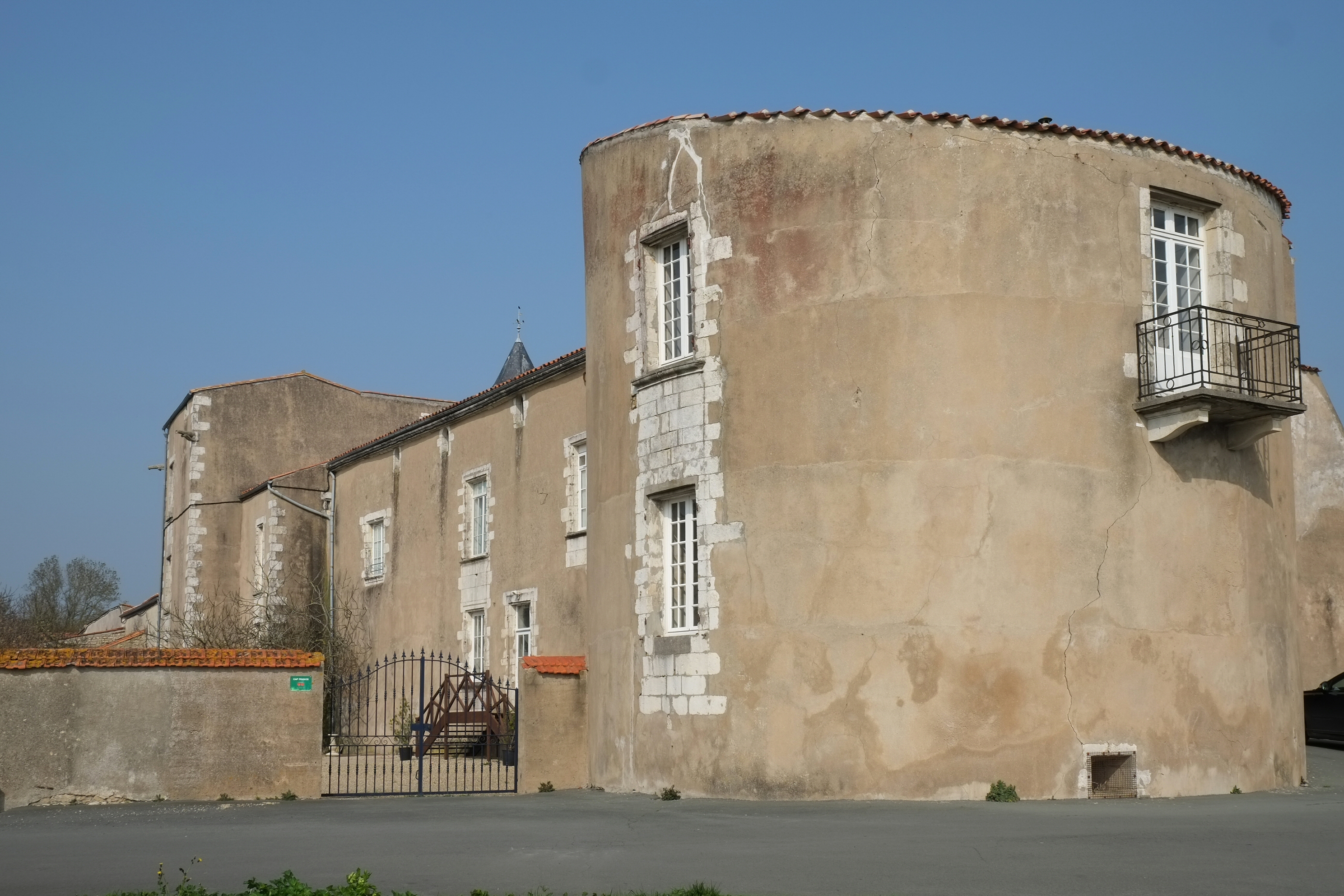
Burg Charron

## Persönlichkeiten
- Christian Bujeau (* 14. Oktober 1944 in Charron), Schauspieler

## Gemeindepartnerschaften
Mit der kanadischen Gemeinde Cap-Pelé in Neubraunschweig besteht seit 1982 eine Partnerschaft.